# SOCATA
A SOCATA (após EADS SOCATA e DAHER-SOCATA) foi uma fabricante de aeronaves de aviação geral, movidos a pistão e turboélices para uso particular, executivo ou de treinamento. A SOCATA também foi uma fabricante de componentes de aeronaves para outras fabricantes como Airbus, ATR, Dassault, Embraer e Lockheed Martin. Sua sede ficava em Tarbes, na França.
Durante o ano de 1966, a fábrica francesa de aeronaves Morane-Saulnier mudou seu nome para SOCATA (Société de Construction d'Avions de Tourisme et d'Affaires, Sociedade de Construção de Aviões Particulares e Executivos) após a sua aquisição pela Sud Aviation. Durante o ano de 2000, a SOCATA se tornou subsidiária do conglomerado aeroespacial multinacional EADS; sendo renomeada como EADS-SOCATA. Em 3 de novembro de 2008, a EADS e o conglomerado industrial francês DAHER fecharam um acordo, na qual a DAHER assumiu 70% da EADS-SOCATA. Em junho de 2014, a DAHER adquiriu os 30% restantes da Airbus Group (antiga EADS), se tornando a dona da totalidade da, agora renomeada, DAHER-SOCATA. Em junho de 2015, o nome SOCATA foi aposentado, com a firma sendo renomeada como Daher, em alinhamento com o conglomerado que detém as ações da fabricante.

## História

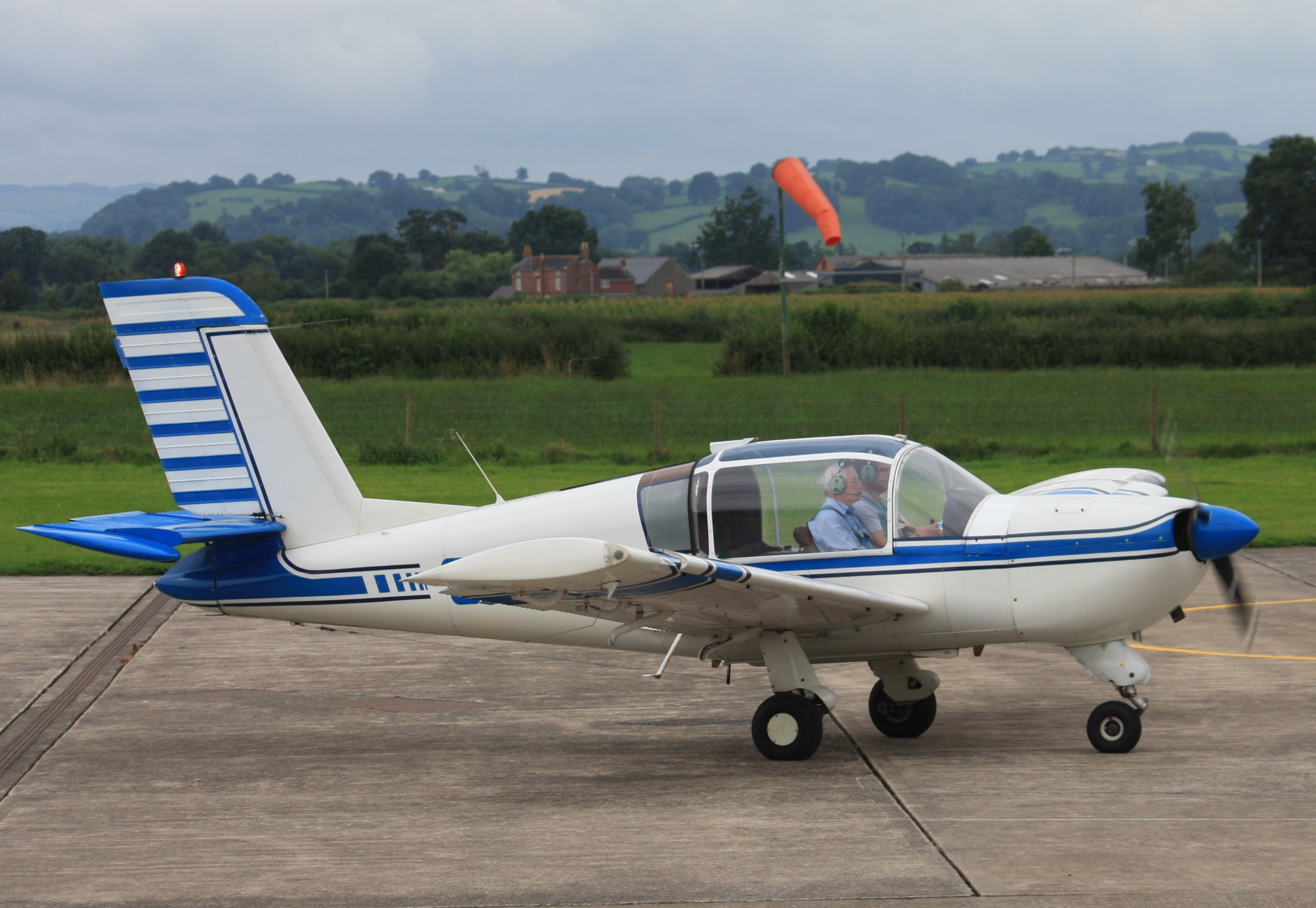
SOCATA Rallye 150ST

A história da SOCATA é ligada totalmente a fundação da fábrica francesa de aeronaves Morane-Saulnier, em 1911. Em 1966, a Morane-Saulnier mudou seu nome para SOCATA (que é uma abreviação de Société de Construction d'Avions de Tourisme et d'Affaires, Sociedade de Construção de Aviões Particulares e Executivos) logo após a aquisição da fabricante pela estatal aeronáutica francesa Sud Aviation. Durante o periodo em que foi subsidiária da Sud Aviation, a SOCATA ficou voltada para a construção de aeronaves de aviação geral, produzindo milhares de aeronaves durante a segunda metade do século XX, sendo uma das aeronaves mais populares da fabricante, o SOCATA Rallye. Em 1970, a Sud Aviation (junto da SOCATA) foi integrada ao conglomerado aeroespacial francês Aérospatiale.
Em 1979, a SOCATA decidiu reorganizar e renomear muitos de seus programas de produção, renomeando vários modelos da fabricante (principalmente os modelos da série Rallye), com cada modelo recebendo nomes mais "gauleses". Durante os anos 80, o Rallye começou a ser substituido na linha de produção pelos novos SOCATA TB, tendo a produção do Rallye finalizada em dezembro de 1984. O fim da produção do Rallye na França não significou o fim da produção da aeronave em geral, tendo a licença da produção sendo vendida à PZL, da Polónia, durante os anos 70, sendo construído como PZL Koliber (Colibri) de 1979 até 1987.

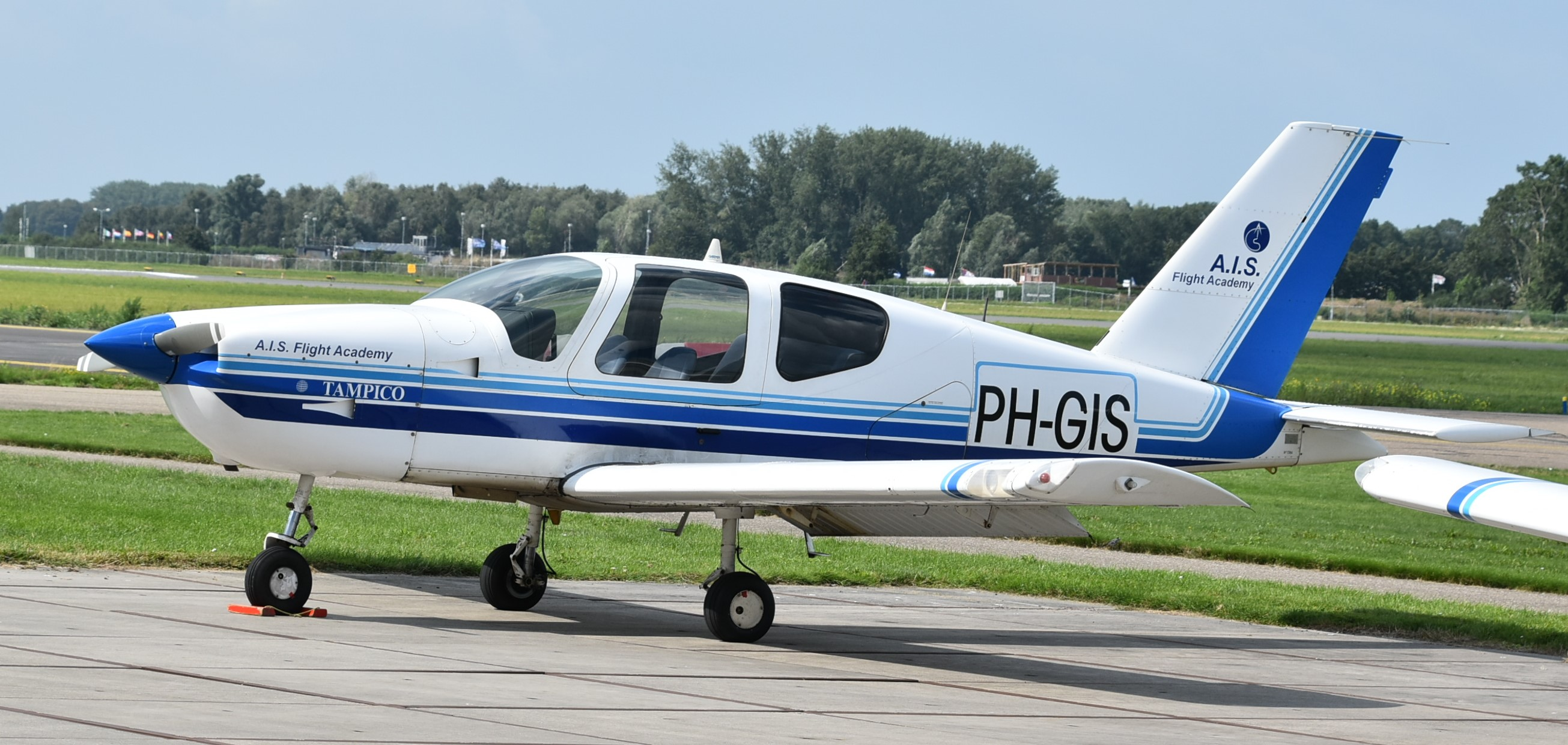
SOCATA TB 9 Tampico

Durante os meados dos anos 70 iniciou os trabalhos de projeto que levaria à série TB, que tinha a intenção de substituir toda a série de aeronaves Rallye. Como pretendido, de 1979 para diante, a produção do Rallye foi diminuindo, enquanto a produção do TB foi assumindo seu lugar; inicialmente com os modelos de entrada TB 9 Tampico e TB 10 Tobago. Em 18 de dezembro de 1980, uma versão aperfeiçoada da aeronave, designada TB 20 Trinidad, foi homologada pelas autoridades de aviação francesas. Em março de 1981, o primeiro TB 20 foi entregue para um cliente na Alemanha. Várias variantes aperfeiçoadas da série TB foram desenvolvidas subsequentemente.
A SOCATA adotou uma filosofia direta com relação a construção de suas aeronaves em Tarbes. As células básicas eram construídas de antemão, com a sua construção somente completada após a aquisição da aeronave, de modo que modificações e novos equipamentos pedidos pelo comprador ou pela engenharia poderiam ser rápidamente postos na linha de produção da aeronave. No início de 1993, a SOCATA produzia 12 aeronaves da série TB por mês, com esse número caindo para 8 aeronaves até a metade do ano.

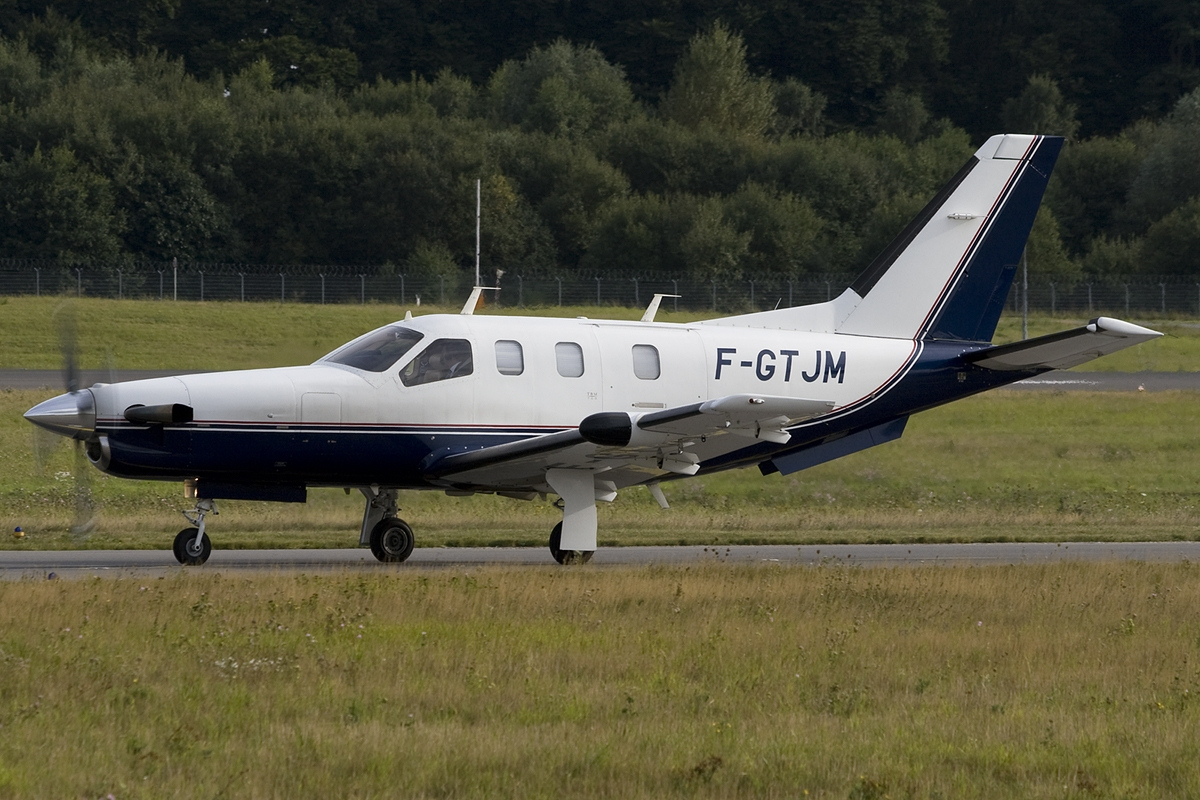
SOCATA TBM 700

Durante os anos 80, a SOCATA identificou uma lacuna no mercado para aeronaves monomotoras para transporte executivo rápido e transporte leve, ficando interessados no projeto do Mooney 301, da Mooney Aircraft Company. Logo após, iniciaram conversas entre ambas as firmas para a possível construção de uma versão turboélice de seu projeto. A aeronave que nasceu dessas conversas, o TBM 700, era consideravelmente mais pesado que o Mooney 301 original, porém, contava com o dobro de força em sua planta motriz. A designação TBM vem da amalgamação da designação TB (que é uma abreviação de Tarbes) e o M, significando a parte da Mooney. Consequentemente, em junho de 1987, uma joint venture entre a Aérospatiale (antiga Sud Aviation) e a Mooney, chamada TBM International, foi estabelecida para completar o desenvolvimento do TBM 700 e gerenciar sua produção. As linhas de produção seriam separadas, com uma para atender o mercado estadunidense (baseada nas instalações da Mooney em Kerrville, Texas) e outra para atender o mercado internacional (nas instalações da SOCATA em Tarbes, na França).
Em 14 de julho de 1988, o TBM 700 fez seu primeiro voo e tendo sua campanha de provas durando até 1990, quando a aeronave foi homologada pelas autoridades de aviação francesas, seguida da Administração Federal de Aviação (FAA), dos Estados Unidos. No início dos anos 90, as primeiras unidades do TBM 700 foram entregues, com seu primeiro lote de produção (que contava com 50 unidades) sendo vendida rápidamente. Seus primeiros operadores elogiaram a aeronave, principalmente sua força e velocidade, porém, segundo a revista Flying, o pós-venda da SOCATA foi, inicialmente, um ponto fraco da aeronave, sendo resolvido com a entrada mais direta da SOCATA no mercado norte-americano. Em maio de 1991, a Mooney sai do joint venture com a Aérospatiale, devido a crise fiscal que a companhia passava, levando a SOCATA a assumir a infraestrutura de manutenção do TBM 700 no mercado estadunidense.
Durante o ano de 2000, a SOCATA se tornou subsidiária do conglomerado aeroespacial multinacional EADS; sendo renomeada como EADS-SOCATA. Em 27 de junho de 2008, a EADS anunciou a intenção de vender uma parte da companhia para o conglomerado industrial francês DAHER, mantendo-se assim como sócia minoritária da fabricante. Em 3 de novembro de 2008, a EADS e a DAHER fecharam um acordo final de venda de 70% da SOCATA para a DAHER, sendo isso confirmado no dia 7 de janeiro de 2009.
Em junho de 2014, a DAHER anunciou que adquiriu os 30% restantes da SOCATA que eram da Airbus Group (antiga EADS), transformando a SOCATA em subsidiária do conglomerado francês. Em março de 2015, o nome SOCATA foi formalmente descontinuado, com a firma sendo renomeada como Daher, ficando similar ao conglomerado que comanda a fabricante de aeronaves.

## Produtos
- Socata Horizon
- Socata Rallye
- Socata ST 10 Diplomate
- Socata TB
  - TB 9 Tampico
  - TB 10 Tobago
  - TB 20/21 Trinidad
  - TB 30 Epsilon
  - TB 200 Tobago XL

- Socata TBM
  - TBM 700/850
  - TBM 900/910/930

#### Aeronaves não produzidas
- Socata TB 31 Omega
- Socata TB 360 Tangara